# Гудвин, Дэйзи
Дэйзи Джорджия Гудвин (англ. Daisy Georgia Goodwin, род. 19 декабря 1961 года) ― британская сценаристка, телепродюсер и романистка. Она является создательницей сериала ITV/ PBS «Виктория», который был продан в 146 странах. Написала четыре романа: «Моя последняя герцогиня, или американская наследница», «Охотница за приданым», «Виктория» и «Дива»; все они стали бестселлерами Нью-Йорк Таймс и были переведены более чем на десять языков. Гудвин двадцать пять лет работала телевизионным продюсером, создавала и продюсировала такие сериалы, как «Grand Designs», который уже более двадцати лет выходит на Channel 4, и «Escape to the Country», который уже двадцатый год выходит на BBC2.

## Ранние годы
Гудвин родилась и выросла в Лондоне. Она дочь кинопродюсера Ричарда Б. Гудвина и дизайнера интерьеров Джокасты Иннес. Её родители разошлись, когда ей было пять лет, а затем развелись. Она имеет ирландское и аргентинское происхождение. В интервью Рэйчел Уорд для The Daily Telegraph в 2019 году она сказала: Я выросла в окружении творческих людей - она возвращалась домой и видела Лорен Бэколл и Ингрид Бергман сидящими на диване и пьющими чай. Её пра-пра-прадедушкой был ирландский священник Роберт Трейлл, чьего персонажа она включила в эпизод второго сезона своей телевизионной драмы «Виктория», в которой рассказывалось о голоде в Ирландии в 1840-х годах. Трейлла сыграл Мартин Компстон.

## Карьера
После окончания Королевского колледжа в Лондоне и Вестминстерской школы Гудвин изучала историю в Тринити-колледже в Кембридже. Она училась в Колумбийской киношколе в качестве стипендиата Харкнесса, а затем, в 1985 году, поступила стажером на Би-би-си.
В 1998 году Гудвин перешла в Talkback Productions в качестве руководителя фактологических программ, став редакционным директором к 2003 году. В 2005 году Гудвин основала Silver River Productions, которая была продана Sony в 2011 году. Её первый роман «Моя последняя герцогиня» был опубликован в Великобритании в августе 2010 года и под названием «Американская наследница» в США и Канаде в июне 2011 года. Гудвин также составила несколько поэтических антологий, первой из которых стали «Любимые любовные стихи нации» в 1997 году, и написала мемуары под названием «Серебряная река» (2007). Она была председателем жюри премии Orange Prize 2010 года за женскую художественную литературу и прокомментировала в интервью New Statesman, что «рекомендация женщины для меня интереснее, чем то, что мужчина мог бы посоветовать мне прочитать».
Гудвин является автором романа «Виктория» (2016), а также создателем и сценаристом телесериала «Виктория», который транслировался в Великобритании телеканалом ITV с 2016 по 2019 год и в США его соучредителями, PBS/Masterpiece с 2017 года. Майк Хейл, рецензируя сериал сериал для New York Times в начале 2018 года предпочёл «Викторию» сериалу «Корона».
В интервью Radio Times в 2019 году она утверждала, что повторы сериала «Папашина армия» повлияли на Brexit.

## Личная жизнь
Гудвин замужем за Маркусом Уилфордом, телевизионным менеджером; у них две дочери.